# Chenopodiopsis hirta
Chenopodiopsis hirta är en flenörtsväxtart som först beskrevs av Carl von Linné d.y., och fick sitt nu gällande namn av O.M. Hilliard. Chenopodiopsis hirta ingår i släktet Chenopodiopsis och familjen flenörtsväxter. Inga underarter finns listade i Catalogue of Life.